# Деснянська сільська рада
Деснянська сільська́ ра́да — адміністративно-територіальна одиниця та орган місцевого самоврядування в Коропському районі Чернігівської області. Адміністративний центр — село Деснянське.

## Загальні відомості
- Територія ради: 35,672 км²
- Населення ради: 705 осіб (станом на 2001 рік)

На території сільради діє Деснянська ЗОШ І-ІІІ ст. та Деснянський ДНЗ.
Свердловська сільська рада утворена у 1926 році. Стала однією з 25-ти сільських рад Коропського району і одна з 17-ти, яка складається більше, ніж з одного населеного пункту.

## Населені пункти
Сільській раді були підпорядковані населені пункти:
- с. Деснянське (682 особи)
- с. Сміле (23 особи)

## Склад ради
Рада складалася з 12 депутатів та голови.
- Голова ради: Сова Валентина Іванівна
- Секретар ради: Суконко Наталія Миколаївна

### Керівний склад попередніх скликань
| Прізвище, ім'я, по батькові | Основні відомості                                                        | Дата обрання | Дата звільнення |
| --------------------------- | ------------------------------------------------------------------------ | ------------ | --------------- |
| Сірий Олександр Миколайович | Сільський голова, 1970 року народження, член Української Народної Партії | 26.03.2006   | 28.01.2010      |
| Крючок Єгор Михайлович      | Сільський голова, 1954 року народження, освіта вища, безпартійний        | 31.10.2010   |                 |

Примітка: таблиця складена за даними сайту Верховної Ради України

### Депутати
За результатами місцевих виборів 2010 року депутатами ради стали:

#### За суб'єктами висування
| Суб'єкт висування         | Кількість обраних депутатів | %    |
| ------------------------- | --------------------------- | ---- |
| Партія регіонів           | 7                           | 58,3 |
| Самовисування             | 3                           | 25   |
| Народна партія            | 1                           | 8,3  |
| Українська Народна Партія | 1                           | 8,3  |

#### За округами
| № округу                  | Прізвище, ім'я, по батькові      | Дата визнання обраним | Освіта             | Партійна приналежність           | Відомості про обраного депутата            |
| ------------------------- | -------------------------------- | --------------------- | ------------------ | -------------------------------- | ------------------------------------------ |
| Народна Партія            |                                  |                       |                    |                                  |                                            |
| 1                         | Сова Валентина Іванівна          | 03.11.2010            | середня спеціальна | член Народної партії             | Сільська рада, секретар                    |
| Партія регіонів           |                                  |                       |                    |                                  |                                            |
| 5                         | Рябко Василь Прокопович          | 03.11.2010            | вища               | член Партії регіонів             | Мезинський НПП, інженер                    |
| 6                         | Ворожбит Василь Миколайович      | 03.11.2010            | середня спеціальна | член Партії регіонів             | ТОВ ВНСЦ «Авангард», завідувач виробництва |
| 7                         | Костюк Василь Миколайович        | 03.11.2010            | вища               | член Партії регіонів             | Мезинський НПП, заступник директора        |
| 8                         | Подоляко Андрій Володимирович    | 03.11.2010            | середня            | член Партії регіонів             | ТОВ ВНСЦ «Авангард», електрик              |
| 9                         | Суконко Наталія Миколаївна       | 03.11.2010            | середня            | член Партії регіонів             | ТОВ ВНСЦ «Авангард», бухгалтер             |
| 10                        | Ділько Микола Григорович         | 03.11.2010            | середня            | член Партії регіонів             | Мезинський НПП, інженер                    |
| 12                        | Костюченко Сергій Іванович       | 03.11.2010            | середня            | член Партії регіонів             | ППТФ «Марія», продавець                    |
| Українська Народна Партія |                                  |                       |                    |                                  |                                            |
| 2                         | Ворожбит Юрій Іванович           | 03.11.2010            | вища               | член Української Народної Партії | Коропгаз, слюсар                           |
| Самовисування             |                                  |                       |                    |                                  |                                            |
| 3                         | Боровик Олександр Григорович     | 03.11.2010            | вища               | член Народної партії             | ТОВ ВНСЦ «Авангард», генеральний директор  |
| 4                         | Якутко Наталія Дмитрівна         | 03.11.2010            | середня спеціальна | позапартійна                     | ТОВ ВНСЦ «Авангард», економіст             |
| 11                        | Городиська Наталія Олександрівна | 03.11.2010            | вища               | позапартійна                     | Відділ Коропського Держкомзему, спеціаліст |